# Primera División (Mexiko) 1998/99
Die Saison 1998/99 der mexikanischen Primera División war die dritte reguläre Spielzeit, in der zwei Meister ermittelt wurden und das auch in anderen Teilen Lateinamerikas übliche System der Apertura und Clausura eingeführt wurde. Bis zur Saison 2002/03, als die Umbenennung in Apertura (dt. Eröffnung) und Clausura (dt. Schließung) auch in Mexiko offiziell erfolgte, wurden das Hin- und Rückrundenturnier noch als Invierno (Winter) und Verano (Sommer) bezeichnet.
Wie in Mexiko bereits seit längerer Zeit üblich, wurde das Verfahren der Liguillas beibehalten, also der jeweilige Meister im Anschluss an die Punktspielrunde in einem K.O.-Verfahren ermittelt. Obwohl auch im mexikanischen Rundenturnier jeder gegen jeden spielt, war in vielen Spielzeiten die Meisterschaft in vier Gruppen unterteilt. In jener Saison nahmen 18 Mannschaften teil und daher bestanden die Gruppen 1 und 2 aus jeweils fünf, die Gruppen 3 und 4 aus jeweils vier Mannschaften. Weil im Winterturnier (Invierno 1998) auch der Zweitplatzierte mit der schlechtesten Punktzahl (Atlas und UNAM Pumas mit jeweils 26 Punkten) mehr Punkte erzielt hatte als der beste Gruppendritte (América, Atlético Celaya und UANL Tigres mit jeweils 22), entfiel die als Repechaje bezeichnete Qualifikationsrunde, so dass alle Gruppensieger und Zweitplatzierte für das Viertelfinale qualifiziert waren. Im Sommerturnier (Verano 1999) dagegen musste der Gruppenzweite mit den wenigsten Punkten (UAG Tecos mit 19) in der Qualifikation gegen den Gruppendritten mit den meisten Punkten (Santos Laguna mit 29) antreten.
Zu Saisonbeginn ersetzte der Aufsteiger CF Pachuca den Absteiger CD Veracruz. Am Ende der Saison 1998/99 wurde der Puebla FC als sportlicher Absteiger ermittelt. Durch den Lizenzerwerb des Aufsteigers Unión de Curtidores, dessen Platz der Puebla FC auch in der kommenden Spielzeit einnahm, gab es de facto keinen Aufsteiger und keinen Absteiger.

## Kreuztabelle und Gesamtsaisontabelle 1998/99
Die Kreuztabelle stellt die Ergebnisse aller Spiele dieser Saison dar. Der Name der Heimmannschaft ist in der linken Spalte, ein Kürzel der Gastmannschaft in der oberen Zeile aufgelistet. Die Reihenfolge der Vereine bestimmt sich anhand der in dieser Saison erzielten Platzierung in der Gesamtsaisontabelle. Angaben zu den absolvierten Spielen (Sp.), Siegen (S), Unentschieden (U), Niederlagen (N) sowie des Torverhältnisses (Tore) und der erzielten Punkte befinden sich in den Feldern rechts neben der Kreuztabelle.
| 1998/99           | TOL | CAZ | ATS | GDL | NEC | AME | MOR | UAG | UNM | CEL | SAN | UNL | PAC | ATE | MTY | LEO | NEZ | PUE | Sp. | S  | U  | N  | Tore  | Punkte |
| ----------------- | --- | --- | --- | --- | --- | --- | --- | --- | --- | --- | --- | --- | --- | --- | --- | --- | --- | --- | --- | -- | -- | -- | ----- | ------ |
| Deportivo Toluca  |     | 3:0 | 3:1 | 1:0 | 3:1 | 3:0 | 2:1 | 3:2 | 2:0 | 5:2 | 3:2 | 1:1 | 3:0 | 1:2 | 4:0 | 4:0 | 2:1 | 3:0 | 34  | 22 | 09 | 03 | 89:37 | 75     |
| CD Cruz Azul      | 3:2 |     | 2:1 | 2:1 | 2:0 | 4:0 | 2:0 | 3:1 | 0:0 | 3:1 | 5:1 | 3:2 | 2:1 | 3:2 | 3:2 | 3:2 | 4:0 | 4:0 | 34  | 21 | 08 | 05 | 71:38 | 71     |
| Atlas Guadalajara | 3:3 | 2:4 |     | 2:4 | 0:1 | 3:2 | 0:1 | 3:0 | 4:3 | 1:0 | 2:1 | 1:0 | 3:0 | 0:0 | 3:2 | 4:0 | 3:0 | 3:0 | 34  | 18 | 06 | 09 | 68:50 | 60     |
| CD Guadalajara    | 0:4 | 2:0 | 1:1 |     | 3:2 | 1:0 | 1:2 | 1:1 | 2:1 | 0:0 | 3:1 | 3:1 | 0:0 | 2:5 | 4:2 | 3:0 | 1:1 | 2:1 | 34  | 17 | 09 | 08 | 58:46 | 60     |
| Club Necaxa       | 1:4 | 1:1 | 2:3 | 3:0 |     | 1:0 | 0:1 | 1:3 | 5:1 | 3:0 | 5:1 | 1:1 | 4:0 | 2:2 | 2:2 | 4:0 | 1:1 | 2:2 | 34  | 15 | 09 | 10 | 66:47 | 54     |
| Club América      | 2:2 | 1:3 | 3:1 | 0:1 | 1:1 |     | 2:1 | 1:0 | 3:1 | 2:2 | 3:1 | 6:3 | 3:3 | 0:1 | 4:1 | 1:0 | 2:3 | 1:1 | 34  | 15 | 08 | 11 | 60:56 | 53     |
| Atlético Morelia  | 0:0 | 0:2 | 1:2 | 3:4 | 0:4 | 0:0 |     | 2:1 | 1:2 | 3:2 | 3:2 | 2:3 | 0:2 | 3:2 | 1:0 | 1:0 | 3:0 | 4:0 | 34  | 16 | 04 | 14 | 51:51 | 52     |
| Tecos UAG         | 1:1 | 2:0 | 1:2 | 1:0 | 2:3 | 1:4 | 2:4 |     | 2:1 | 2:0 | 1:1 | 1:1 | 3:2 | 2:0 | 4:0 | 2:1 | 2:1 | 4:1 | 34  | 15 | 05 | 14 | 52:51 | 50     |
| UNAM Pumas        | 1:1 | 1:0 | 0:0 | 0:1 | 0:2 | 3:1 | 3:3 | 0:2 |     | 2:2 | 2:0 | 2:1 | 3:1 | 1:2 | 2:1 | 0:1 | 0:1 | 3:2 | 34  | 13 | 08 | 13 | 45:47 | 47     |
| Atlético Celaya   | 3:3 | 0:0 | 1:2 | 0:0 | 1:1 | 5:1 | 3:1 | 2:1 | 2:0 |     | 3:0 | 1:4 | 2:1 | 2:2 | 1:1 | 2:1 | 1:2 | 2:0 | 34  | 12 | 10 | 12 | 57:55 | 46     |
| Santos Laguna     | 0:0 | 3:1 | 2:1 | 2:2 | 3:1 | 2:2 | 1:0 | 1:2 | 1:2 | 3:2 |     | 2:0 | 1:2 | 4:2 | 2:2 | 3:2 | 1:0 | 1:1 | 34  | 13 | 07 | 14 | 55:62 | 46     |
| UANL Tigres       | 4:4 | 1:1 | 1:1 | 2:2 | 0:1 | 3:4 | 2:1 | 2:1 | 1:2 | 1:0 | 4:2 |     | 4:3 | 3:2 | 2:0 | 1:1 | 5:2 | 3:0 | 34  | 12 | 09 | 13 | 64:60 | 45     |
| CF Pachuca        | 0:3 | 1:2 | 4:6 | 1:2 | 1:1 | 1:2 | 2:3 | 3:0 | 1:1 | 2:2 | 1:0 | 3:1 |     | 3:2 | 2:2 | 2:0 | 2:1 | 2:0 | 34  | 11 | 07 | 16 | 51:61 | 40     |
| CF Atlante        | 2:3 | 1:1 | 0:4 | 2:0 | 1:3 | 1:1 | 1:2 | 1:2 | 0:0 | 1:4 | 1:2 | 2:1 | 0:0 |     | 3:1 | 2:5 | 2:1 | 1:1 | 34  | 09 | 10 | 15 | 53:64 | 37     |
| CF Monterrey      | 0:3 | 0:4 | 1:0 | 2:4 | 4:1 | 1:2 | 1:2 | 3:0 | 0:0 | 1:2 | 2:5 | 1:1 | 2:1 | 0:0 |     | 3:2 | 1:0 | 1:1 | 34  | 08 | 09 | 17 | 45:68 | 33     |
| Club León         | 3:2 | 1:1 | 1:1 | 1:5 | 3:1 | 0:2 | 2:0 | 2:3 | 2:4 | 2:3 | 1:1 | 2:1 | 0:1 | 3:2 | 0:1 |     | 2:1 | 3:1 | 34  | 09 | 05 | 20 | 44:67 | 32     |
| Toros Neza        | 1:6 | 1:1 | 5:2 | 1:1 | 1:3 | 1:2 | 1:1 | 0:0 | 0:2 | 1:3 | 0:1 | 2:1 | 2:3 | 3:3 | 1:3 | 0:0 |     | 4:0 | 34  | 06 | 08 | 20 | 39:65 | 26     |
| Puebla FC         | 0:2 | 2:2 | 1:3 | 1:2 | 0:2 | 1:2 | 0:1 | 1:0 | 0:2 | 3:1 | 1:2 | 0:3 | 1:0 | 1:3 | 2:2 | 2:1 | 1:0 |     | 34  | 05 | 07 | 22 | 28:71 | 22     |

## Invierno 1998

### Liguillas

#### Viertelfinale
Necaxa qualifiziert sich bei Gleichstand (3:3) aufgrund der mehr erzielten Punkte in der Punktspielrunde des Winterturniers gegenüber den UAG Tecos (32 gegenüber 31).
|                   | Gesamt |                  | Hinspiel | Rückspiel |
| ----------------- | ------ | ---------------- | -------- | --------- |
| UNAM Pumas        | 4:3    | Cruz Azul        | 3:2      | 1:1       |
| UAG Tecos         | 13:31  | Club Necaxa      | 2:0      | 1:3       |
| Atlas Guadalajara | 3:2    | Deportivo Toluca | 1:2      | 2:0       |
| Atlético Morelia  | 2:5    | CD Guadalajara   | 1:1      | 1:4       |

1 Necaxa qualifiziert sich aufgrund der mehr erzielten Punkte in der Punktspielrunde

#### Halbfinale
Atlas führte im Rückspiel beim Club Necaxa mit 2:1 zur Pause, ehe Necaxa das Spiel noch 3:2 gewann und erstmals in der Geschichte des mexikanischen Fußballs einen Clásico Tapatío im Finale der Liga MX verhinderte.
|                   | Gesamt |                | Hinspiel | Rückspiel |
| ----------------- | ------ | -------------- | -------- | --------- |
| UNAM Pumas        | 1:2    | CD Guadalajara | 1:1      | 0:1       |
| Atlas Guadalajara | 2:3    | Club Necaxa    | 0:0      | 2:3       |

#### Finale
Nachdem Necaxa bereits die Tecos im Viertelfinale und Atlas im Halbfinale eliminiert hatte, besiegten die Rayos im Finale auch den dritten Verein aus Guadalajara und gewannen ihre dritte Meisterschaft im Profifußball.
|             | Gesamt |                | Hinspiel | Rückspiel |
| ----------- | ------ | -------------- | -------- | --------- |
| Club Necaxa | 2:0    | CD Guadalajara | 0:0      | 2:0       |

## Verano 1999

### Repechaje
|           | Gesamt |               | Hinspiel | Rückspiel |
| --------- | ------ | ------------- | -------- | --------- |
| UAG Tecos | 5:7    | Santos Laguna | 1:4      | 4:3       |

### Liguillas

#### Viertelfinale
Atlas Guadalajara qualifiziert sich bei Gleichstand (3:3) aufgrund der mehr erzielten Punkte in der Punktspielrunde des Sommerturniers gegenüber Atlético Morelia (34 gegenüber 25).
|                  | Gesamt |                   | Hinspiel | Rückspiel |
| ---------------- | ------ | ----------------- | -------- | --------- |
| Atlético Morelia | 13:31  | Atlas Guadalajara | 1:1      | 2:2       |
| Club Necaxa      | 3:4    | Deportivo Toluca  | 1:3      | 2:1       |
| CD Guadalajara   | 3:4    | Cruz Azul         | 1:2      | 2:2       |
| Santos Laguna    | 3:2    | Club América      | 3:0      | 0:2       |

1 Atlas qualifiziert sich aufgrund der mehr erzielten Punkte in der Punktspielrunde

#### Halbfinale
Cruz Azul unterliegt Atlas mit dem Gesamtergebnis von 0:6 und bezieht mit dem 0:4 im Hinspiel zugleich seine höchste Saisonniederlage überhaupt. Es war übrigens die einzige Heimniederlage der Cementeros in dieser Spielzeit. Obwohl Cruz Azul in der Punktspielrunde mit 16 Siegen und einem Remis aus 17 Spielen die beste Heimmannschaft war, konnten die Cementeros in den Liguillas keines ihrer insgesamt 3 Heimspiele gewinnen und unterlagen im 20. und letzten Heimspiel der Saison gegen den Club Atlas 0:4.
|               | Gesamt |                   | Hinspiel | Rückspiel |
| ------------- | ------ | ----------------- | -------- | --------- |
| Santos Laguna | 3:4    | Deportivo Toluca  | 1:1      | 2:3       |
| Cruz Azul     | 0:6    | Atlas Guadalajara | 0:4      | 0:2       |

#### Finale
Atlas erreicht zum bisher einzigen Mal das Finale um die mexikanische Fußballmeisterschaft und wird zum insgesamt dritten Mal Vizemeister. Nach zwei Remis in Hin- und Rückspiel setzt sich Toluca mit 5:4 im Elfmeterschießen durch und gewinnt seinen fünften Meistertitel.
|                   | Gesamt          |                  | Hinspiel | Rückspiel |
| ----------------- | --------------- | ---------------- | -------- | --------- |
| Atlas Guadalajara | 5:5 (4:5 i. E.) | Deportivo Toluca | 3:3      | 2:2 n. V. |